# Tirso Salaverría
Tirso Salaverría (Coro, Distrito de Venezuela, Gran Colombia, 1821- Coro, Estado Falcón, Venezuela, 15 de julio de 1901) fue un militar y político venezolano que lideró la Toma de Coro el 20 de febrero de 1859, hecho que dio inicio a la Guerra Federal. El comandante ocupó el cuartel de Coro, apoderándose de 900 fusiles.

## Biografía
Con el grado de teniente coronel participó en el Comité Revolucionario que el día siguiente dio el Grito de la Federación. Dos días más tarde desembarcaría Ezequiel Zamora junto a los demás líderes federales que habían sido exiliados a las Antillas Menores. En diciembre de 1860, enfrentó en Canoabo un grueso contingente centralista y, en enero de 1862, con el título de general de brigada, participó en la batalla de Purureche, donde resultó herido y figuró entre los que se distinguieron en la acción. Después de la guerra ejerció como diputado por Coro ante la Asamblea Nacional que firmaron la Constitución de los Estados Unidos de Venezuela de 1864. En julio de 1884, fue designado primer comandante del resguardo de La Vela, Falcón.